# Skating-Technik

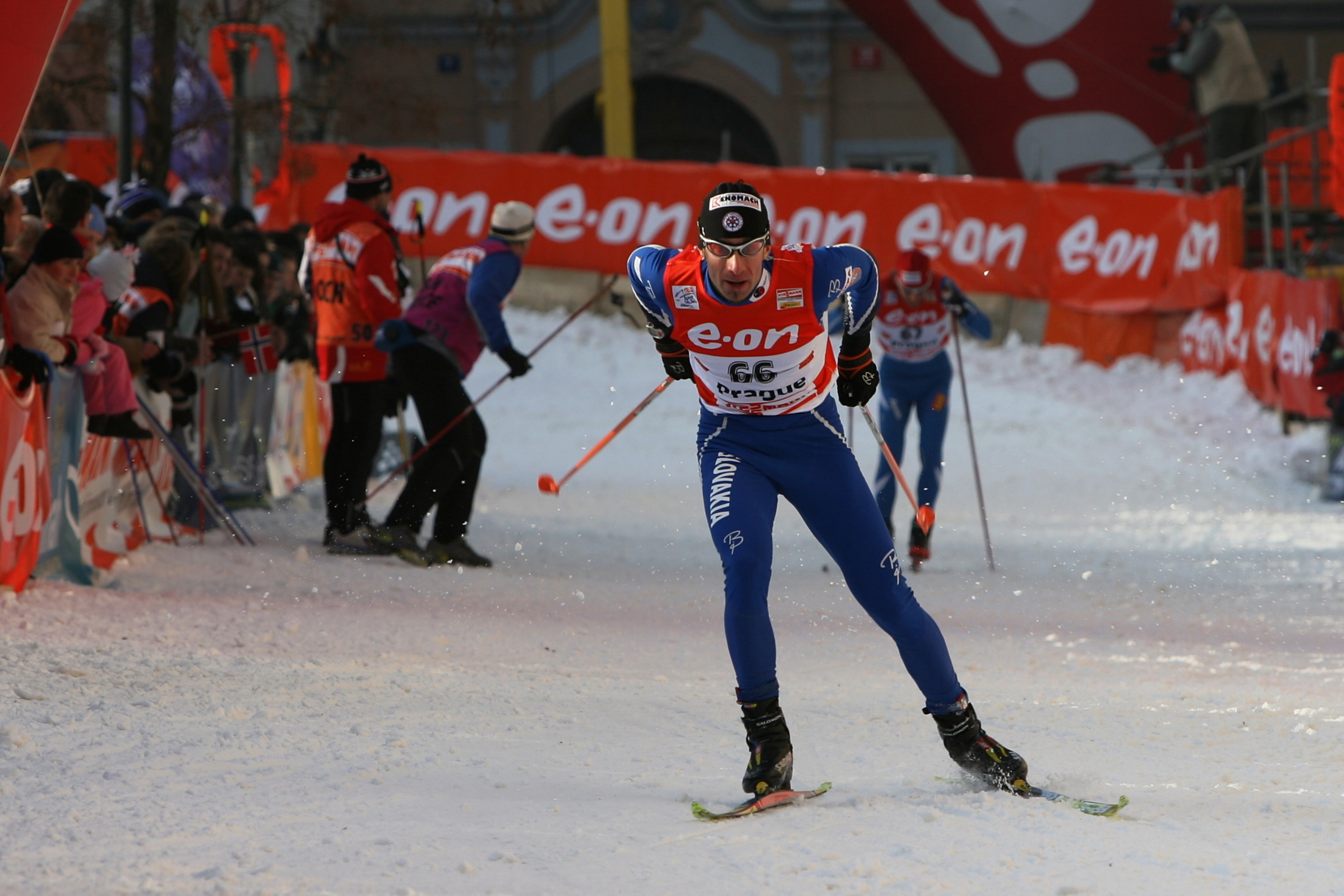
Qualifikationswettbewerb für die Tour de Ski

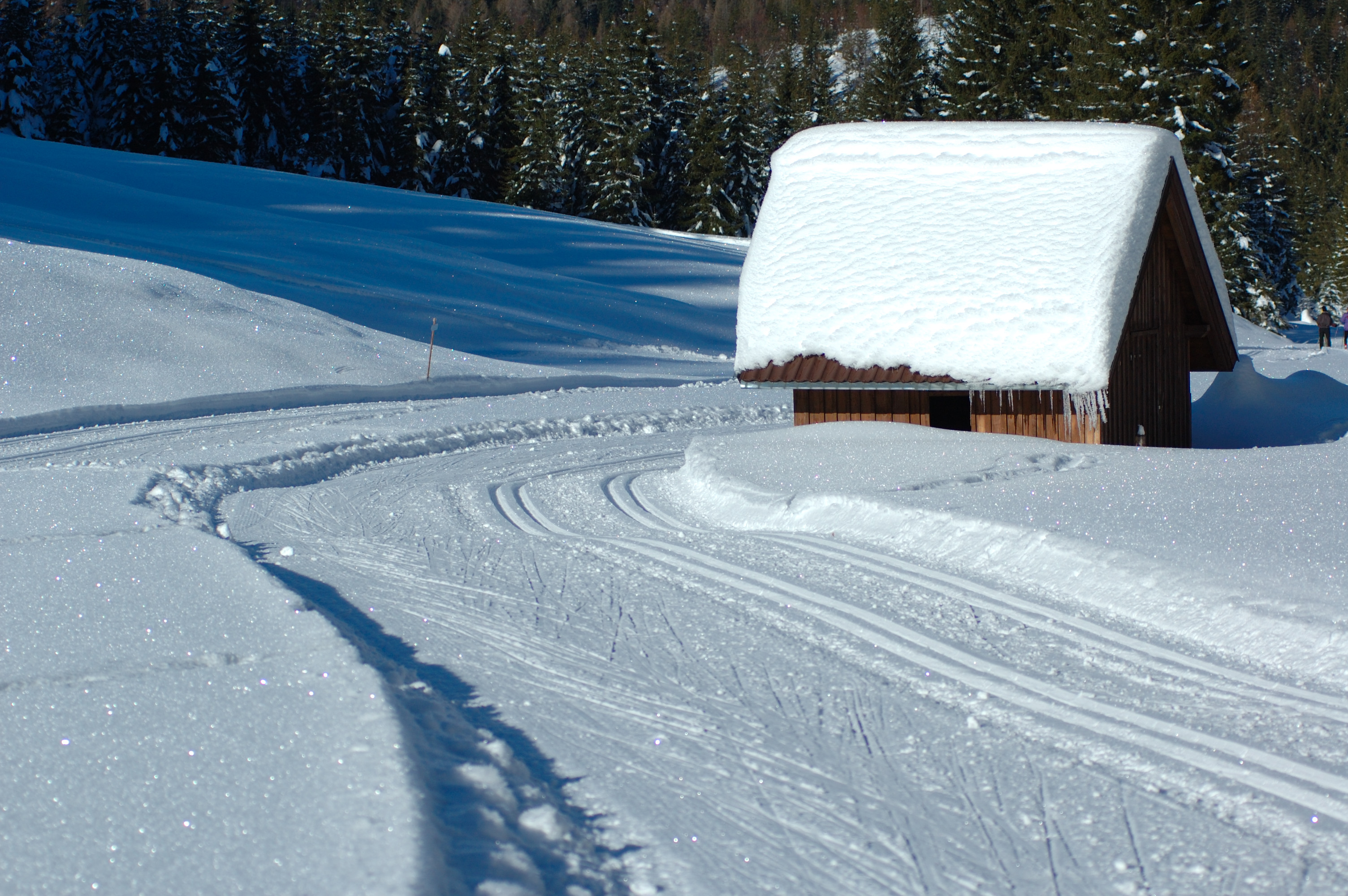
Die Loipen für Skating und klassische Technik werden häufig direkt nebeneinander angelegt

Die Skating-Technik ist ein Stil des Skilanglaufs, bei dem der Beinabstoß unter Verwendung des Schlittschuhschritts erfolgt. Dieser Stil hat sich als revolutionäre Entwicklung des Skilanglaufs seit Mitte der 1980er-Jahre etabliert und ermöglicht gegenüber dem klassischen Stil eine schnellere Fortbewegung. Seit 1985 werden internationale Wettkämpfe getrennt in der klassischen und in der freien Technik (auch: Freistil) durchgeführt, wobei bei Wettbewerben mit freier Technik die Skating-Technik angewandt wird.
Im Gegensatz zur klassischen Technik kann der Ski vollständig für das Gleiten ausgelegt werden und benötigt keine Haftzone in der Skimitte. Die verwendeten Skier sind in der Regel beim Skating etwas kürzer und die Stöcke etwas länger. Es gibt zwar Skier, die sich als Kompromiss bedingt sowohl für die klassische Technik als auch Skating eignen, im Regelfall setzen aber auch Freizeitläufer für beide Techniken eine separate Ausrüstung ein. Die Loipen sind beim Skating im Gegensatz zur klassischen Technik nicht gespurt, sondern nur in einer ausreichenden Breite gewalzt, bieten also keine große Seitenstabilität für die Skier. Die Skating-Technik gilt als schwieriger zu erlernen als die klassische Technik und ist anstrengender, da insbesondere in Anstiegen die langsamst mögliche Ausführung bereits einen recht hohen Energieaufwand erfordert. Um auch im Sommer möglichst sportartspezifisch trainieren zu können, werden insbesondere von leistungssportlich orientierten Läufern Skating-Skiroller verwendet oder andere dem Inlineskating verwandte Sportarten betrieben.

## Geschichte

### Aufkommen des Skatings

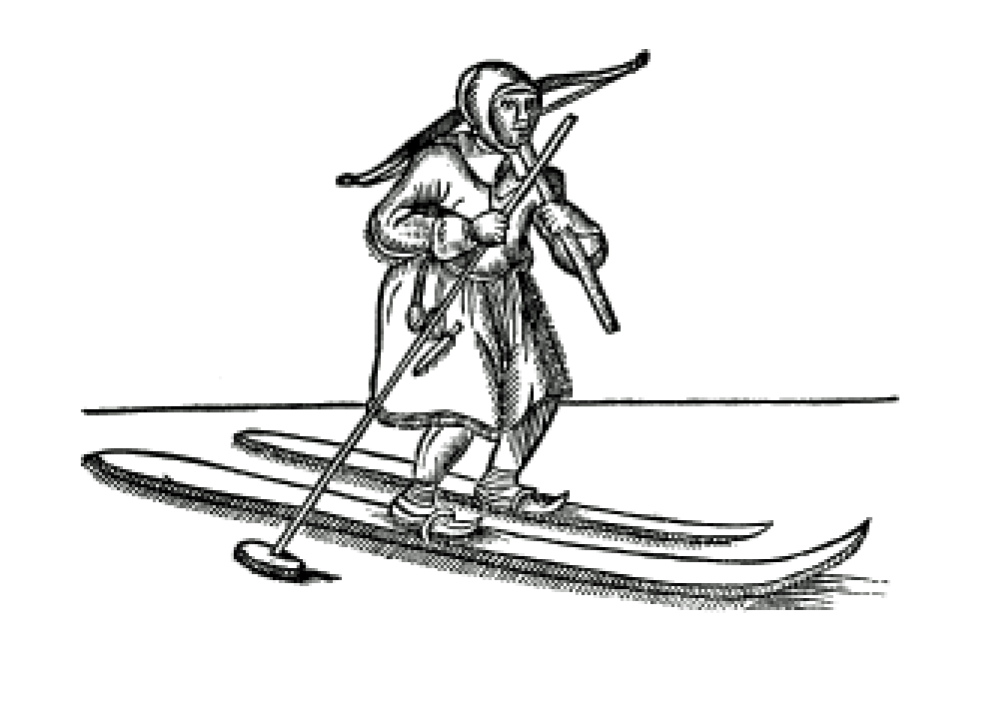
Lappländer mit Tellerstock und Jagdgerät auf ungleich langen Skiern

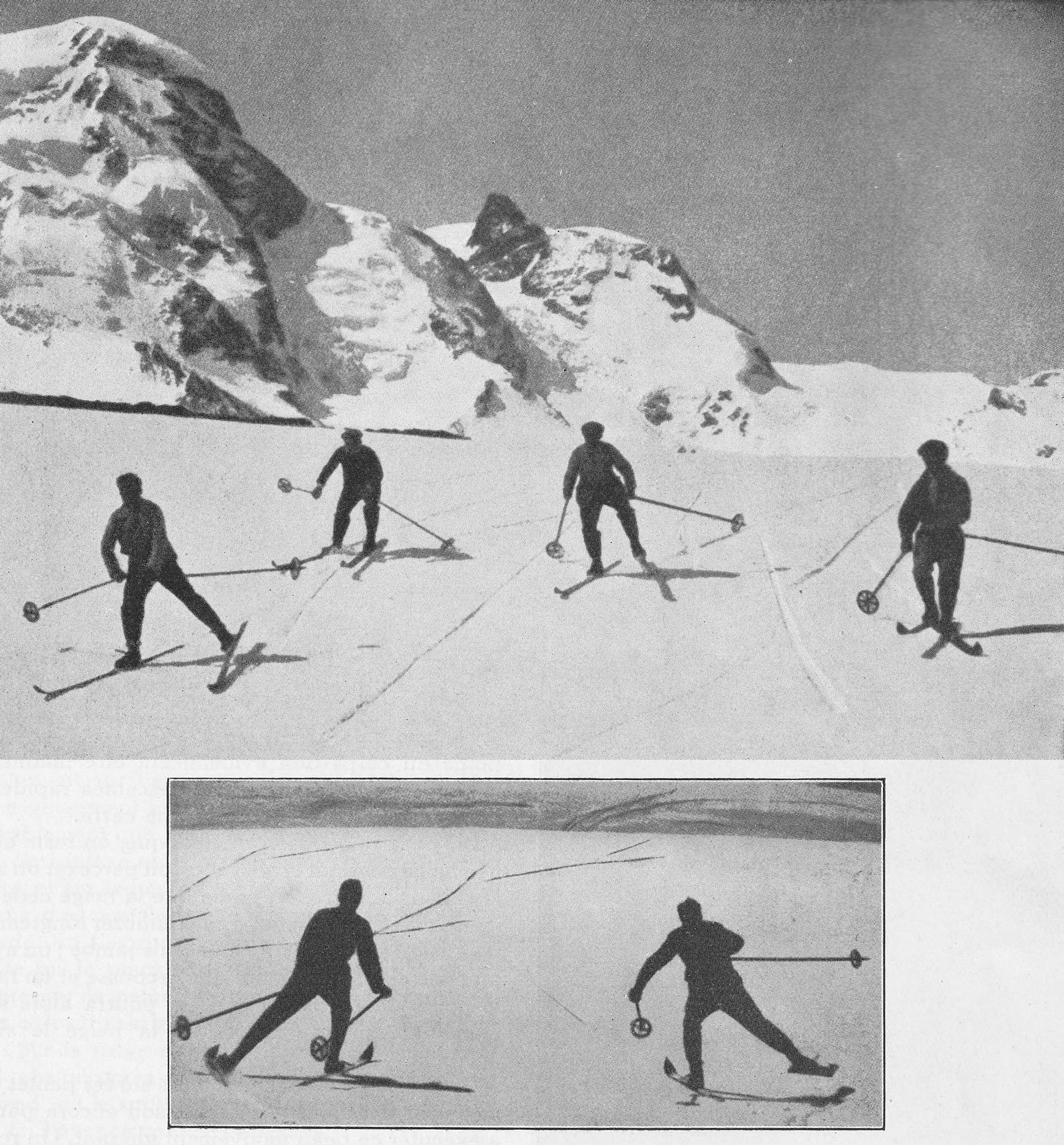
„Der Schlittschuhschritt“, Abb. aus A. Fanck, H. Schneider Wunder des Schneeschuhs, 1930

Einseitige Schlittschuhschritte bei Richtungsänderungen und beidseitige im Endspurt gehörten im Skilauf schon immer zur Technik eines Rennläufers.
Die Technik des Schlittschuhschrittes, zuerst ohne Stockeinsatz, wurde bereits ausführlich in der Skiliteratur der 1930er Jahre beschrieben, konnte aber ohne maschinelle Loipenpräparierung nur selten auf harter bis vereister Schneedecke eingesetzt werden. Anfang der 1970er-Jahre waren erste Anzeichen des vermehrten Einsatzes des Schlittschuhschritts zu beobachten.
Die Ursprünge dieser Bewegungsform liegen noch früher: Bei der Einstock-Katapult-Technik im mittelalterlichen Skandinavien wurden zwei unterschiedlich lange Skier verwendet. Der längere, der Glider, diente zum Gleiten und der kürzere, der Andor, vorwiegend für den Abstoß und war mit Fellen bezogen. Die Fortbewegung, bei der eine Scherstellung der Skier vorteilhaft war, weist eine deutliche Ähnlichkeit mit der asymmetrischen Bewegungsform des heutigen Skatings auf.
Vor dem Aufkommen des Skatings hatten im 20. Jahrhundert stetige Verbesserungen bei Trainingsmethoden und Material sowie das maschinelle Spuren der Loipen zu einer Steigerung des Lauftempos und zu einem vermehrten Einsatz des Doppelstockschubs geführt, wobei der Oberarmkraft eine stärkere Bedeutung zukam. Einige Rennen wurden mit Skiern gewonnen, die ausschließlich für das Gleiten präpariert waren und keinen Beinabstoß in der Spur ermöglichten. Aus dem Drang nach noch höheren Laufgeschwindigkeiten entwickelten sich neue Bewegungsformen.

### Vordringen im Wettkampfsport
Ab 1978 setzten vor allem die stärkeren Volksläufer bei eisigen und schnellen Verhältnissen immer häufiger den Halbschlittschuhschritt ein, bei dem ein Ski in der Spur bleibt, der andere seitlich ausgeschert wird. Die Nachahmer nannten dies Finnstep oder Siitonen-Schritt, nach Pauli Siitonen, einem der ersten, der diese Technik anwandte. Dies führte auch zu einer Neuerung in der Präparation der Loipen – halb gespurt, halb gewalzt. Später entwickelten sich weitere Bewegungsformen außerhalb der Spur. Im Weltcup erkannte zuerst der US-amerikanische Läufer Bill Koch die Vorteile dieser Technik. Er gewann 1981 damit den Engadiner Marathon und 1982 die Gesamtwertung des Skilanglauf-Weltcups.
In der Folgezeit gab es heftige Diskussionen über Reglementierungen, auch aus dem Breitensport kam der Ruf nach einem Verbot der Skating-Technik. Der Diagonalschritt, die Hauptbewegungsform des klassischen Stils, drohte aus dem Wettkampfsport vollständig zu verschwinden, und dadurch wäre die Möglichkeit der Identifikation des Breitensportlers mit dem Spitzensport geschwächt worden. Bei der Weltmeisterschaft 1985 in Seefeld wurde bewusst eine übermäßig schwierige Loipe gewählt, bei der keine andere Bewältigung als in klassischer Technik möglich schien – die überwältigende Mehrzahl der Läufer nutzte dennoch die neue Technik und sorgte damit für den endgültigen Durchbruch.
Für die Saison 1985/86 führte die FIS parallele Wettkämpfe in klassischer und freier Technik ein, wobei die Wettkämpfe des Weltcups je zur Hälfte in einer der beiden Techniken ausgetragen wurden. Die Weltmeisterschaften 1987 in Oberstdorf und die Olympischen Winterspiele 1988 in Calgary waren die ersten Großereignisse mit dem Nebeneinander von klassischen und Skating-Wettkämpfen. Beim Biathlon und bei der Nordischen Kombination kam man überein, alle Wettkämpfe in der freien Technik durchzuführen.

### Weitere Entwicklung
Nach wie vor trainieren die meisten Spitzenläufer der Langlaufdiziplinen beide Techniken. Auch die FIS wirkte einer Spezialisierung entgegen, indem im Skilanglauf-Weltcup keine separaten Pokale für die einzelnen Techniken vergeben, sondern in allen Wettkämpfen die gleiche Anzahl von Rennen in der klassischen und in der freien Technik ausgetragen werden. 1988 wurden Verfolgungsrennen eingeführt, die zunächst in der klassischen, dann in der freien Technik gelaufen werden. Dabei wird das Skating-Rennen im sogenannten Jagdstart aufgenommen, das heißt, der Start erfolgt entsprechend den Zeitabständen des ersten Rennens. Seit 2003 gibt es diese Disziplin als Doppelverfolgung oder Ski-Duathlon. Die Wettkämpfe werden dabei nicht mehr an zwei aufeinander folgenden Tagen, sondern direkt hintereinander ausgetragen, wobei der Wechsel der Ausrüstung auch Bestandteil des Wettkampfs ist.
Athleten der Disziplinen Biathlon und Nordische Kombination trainieren nahezu ausschließlich die Skating-Technik, sie nutzen die klassische Technik gelegentlich dazu, die Ausdauer zu trainieren und nicht die Technik an sich. Dagegen nutzen viele Freizeitläufer weiterhin hauptsächlich die klassische Technik, manche üben beide Techniken aus und wenige spezialisieren sich auf die Skating-Technik. Nach wie vor gibt es für die Skating-Technik weniger präparierte Loipen als für die klassische Technik. Nicht bewahrheitet haben sich die während des Aufkommens der Skating-Technik von einigen Sportmedizinern geäußerten Befürchtungen von Belastungsschäden an den Gelenken.

## Grundelemente
Die wesentlichen Grundelemente der Skating-Technik sind der Schlittschuhschritt und der Doppelstockschub. Der Doppelstockschub und die anderen Grundelemente wie Abfahrts-, Brems- und Kurventechniken entsprechen weitgehend dem klassischen Stil. Durch Verwendung des Schlittschuhschritts kann der Abstoß vom gleitenden, sich bewegenden Ski erfolgen, bei der klassischen Technik muss der Ski für einen kurzen Moment während des Abdrucks stehen. Dies ist der Hauptgrund dafür, dass beim Skating gegenüber der klassischen Technik höhere Laufgeschwindigkeiten erzielt werden.

### Schlittschuhschritt

Körperschwerpunkt und horizontale Beinabstoßkraft beim Schlittschuhschritt

Die Beinbewegung beim Skating entspricht der Grundform des Schlittschuhschritts. Der Abdruck erfolgt wechselseitig vom schräg zur Bewegungsrichtung gleitenden Ski, der in der Endphase des Abdrucks – weiterhin gleitend – immer deutlicher aufgekantet wird. Der Körperschwerpunkt vollzieht eine rhythmische Pendelbewegung quer zur Bewegungsrichtung, wobei Abdruck- und Gleitphasen ineinander verschmelzen. Der Ausstellwinkel der Skier ist abhängig vom Gelände, von der Geschwindigkeit und von der jeweiligen Bewegungsform. Bei den verschiedenen Bewegungstechniken des Skatings ergeben sich durch den Stockeinsatz gewisse Variationen des Schlittschuhschritts, insbesondere, was die Symmetrie anbelangt.
Während der Stützphase eines Skis treten zwei markante Kraftspitzen und dazwischen ein Kraftminimum knapp vor der Hälfte der Bodenkontaktzeit auf. Dieses Minimum teilt die Stützphase in zwei annähernd gleich lange Teile, denen unterschiedliche funktionelle Bedeutungen zugeordnet werden können. Die erste Kraftspitze fällt mit dem Ende des Beinabstoßes der Gegenseite zusammen, was die kurzzeitige Doppelstützphase beendet, also den Zeitraum, bei dem beide Skier im Schnee sind. Gegen Ende dieser Phase hat der neue Gleitski die gewichtsverlagernde Bewegung von der Gegenseite aufgefangen. Das wesentlich höhere Kraftmaximum im zweiten, etwas längeren Abschnitt der Stützphase spiegelt den Beinabstoß wider. Für einen optimalen Beinabstoß ist das Erspüren des maximal möglichen Drucks an der Skikante auch unter sich ständig ändernden Schnee- und Geländebedingungen wichtig. Von entscheidender Bedeutung ist dabei auch, dass der Körper während der Hauptphase des Beinabstoßes weder in Vor- noch Rücklage ist, damit die Stoßkraft gleichmäßig über den ganzen Ski übertragen wird.

### Doppelstockschub

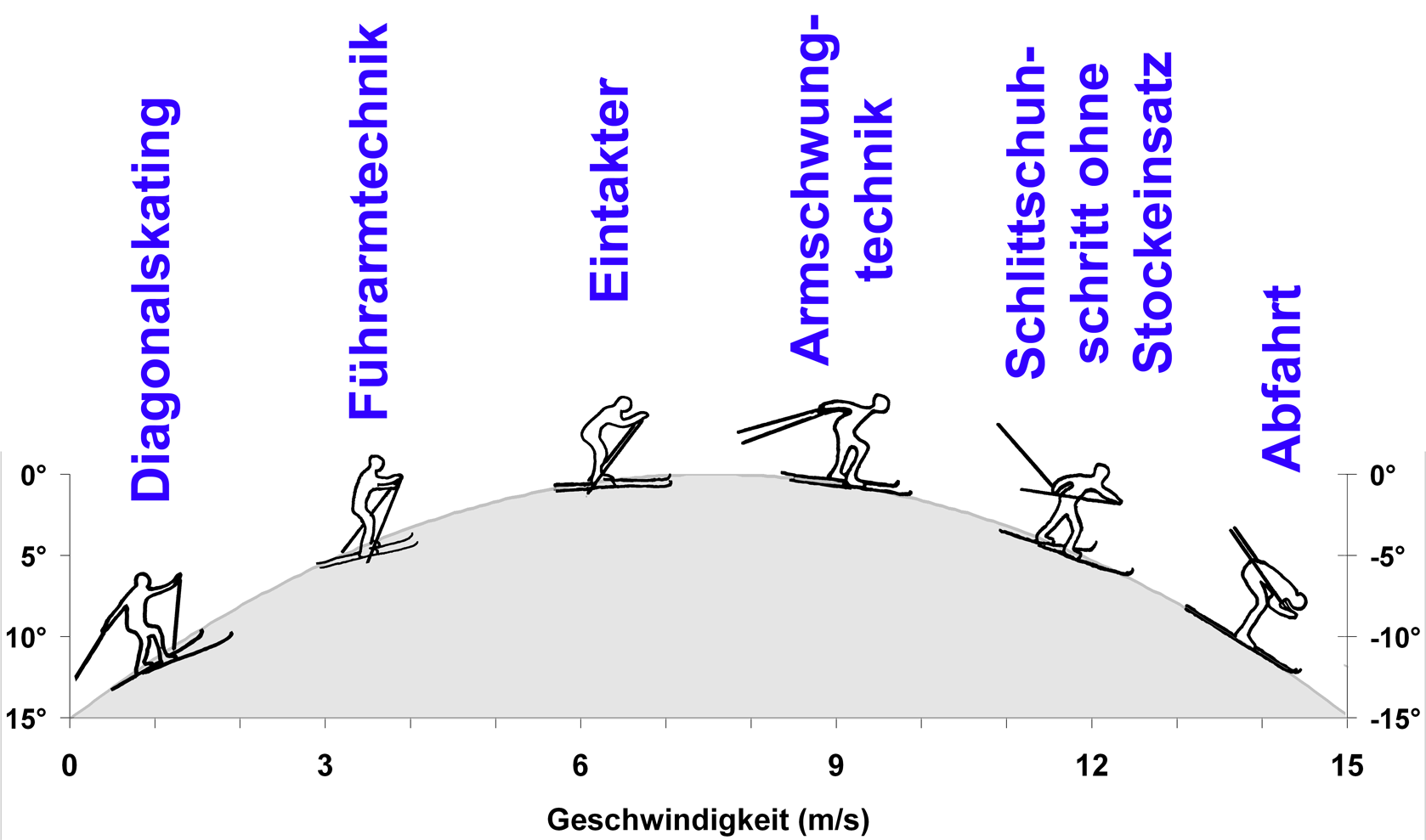
Modellhafte Darstellung der Technikenwahl abhängig von Geländeneigung und Geschwindigkeit

Im Prinzip entspricht der Doppelstockschub dem des klassischen Stils und gliedert sich in drei Phasen: Er beginnt mit einer Zugphase nach dem Vorschwingen der Arme, wenn die Stöcke in leicht spitzem Winkel in den Schnee einsetzen. Der Oberkörper wird anschließend einschließlich der Hüfte nach vorne gebracht. Unter Ausnutzung des Körpergewichts zieht sich der Läufer nun an die Stöcke heran, die Ellenbogen werden dabei je nach Geschwindigkeit unterschiedlich stark angewinkelt. Kurz bevor die Hände an den Knien vorbeiziehen, beginnt die Schubphase. Der Oberkörper befindet sich dann in seiner tiefsten Position. Während bei der Zugphase Oberarm-, Schulter- und Rückenmuskulatur eingesetzt werden können, arbeiten in der Schubphase ausschließlich die Arme. Um die Schubphase zu verlängern, können gegen Ende die Hände geöffnet werden, wobei der Stock noch mit Daumen und Zeigefinger geführt wird. Wenn die Stöcke den Schnee verlassen, beginnt die Schwungphase, die bis zum erneuten Einsatz der Stöcke dauert.
Insbesondere die Schwungphase variiert beim Einsatz des Doppelstockschubs bei den verschiedenen Bewegungsformen des Skatings erheblich. Dem reinen Doppelstockschub des klassischen Stils am ähnlichsten ist der Stockeinsatz bei der Armschwungtechnik, aber auch dabei treten geringere Maximalkräfte auf, da es zu einer Entlastung durch die Beinarbeit kommt. Aufgrund der hohen Frequenz des Stockeinsatzes liegt beim Eintakter die durchschnittliche Stockkraft pro Zyklus höher als bei jeder anderen Bewegungsform und erfordert deshalb eine starke Oberkörpermuskulatur. Bei der Führarmtechnik tritt die Besonderheit auf, dass der Kraftstoß nicht auf beiden Seiten gleich ist, was in anderen Fällen einer optimalen Ausführung entspricht, sondern auf der Führarmseite um ungefähr 20 Prozent größer als auf der anderen Seite ist.

## Bewegungstechniken
Abhängig von der erzielbaren Geschwindigkeit, die hauptsächlich durch die Geländeneigung und andere äußere Faktoren vorgegeben ist, können fünf Hauptbewegungsformen unterschieden werden. Neben abgeleiteten Sonderformen gibt es Kurven- und Bremstechniken, die sich aber nicht wesentlich von der klassischen Technik unterscheiden. Auch die passive Abfahrt und das alpine Schwingen sind keine Besonderheiten des Skatings.
Die Benennung der fünf Haupttechniken führt häufig zu Missverständnissen, nicht zuletzt, weil sich im deutschen Sprachgebrauch verschiedene Varianten etabliert haben. Eine stellt das Vorhandensein von Symmetrie quer zur Fahrtrichtung und das Verhältnis von Beinabstoß und Stockeinsatz bei den Bewegungsformen in den Mittelpunkt, eine andere legt den Schwerpunkt auf die Aktivität der Arme. Das sogenannte Fünfgangmodell sagt nichts über das Aussehen der Bewegungsform aus, sondern orientiert sich ausschließlich am Geschwindigkeitsbereich, für den sich die jeweilige Technik eignet. Die folgende Tabelle stellt die Bewegungsformen im Überblick dar.

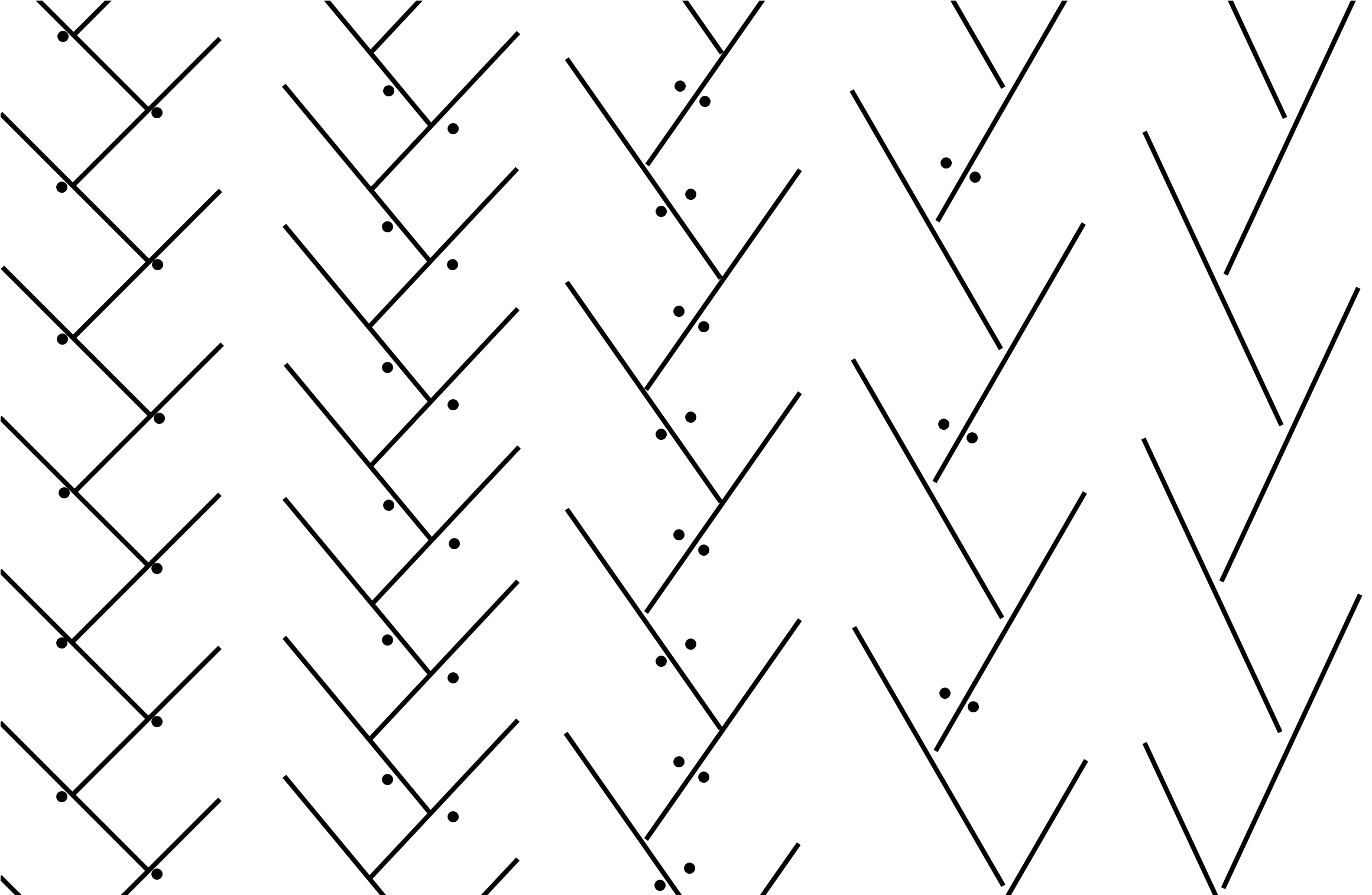
Spurbilder der Techniken von der langsamsten (links) zur schnellsten.

| Gang | Bezeichnung                           | Symmetrie           | B/S | Weitere Bezeichnungen            |
| ---- | ------------------------------------- | ------------------- | --- | -------------------------------- |
| 1    | Diagonalskating                       | symmetrisch         | 1/1 | Salamanderschritt, Damenschritt  |
| 2    | Führarmtechnik                        | asymmetrisch        | 2/1 | Asymmetrischer 2:1, Bergschritt  |
| 3    | Eintakter                             | symmetrisch         | 1/1 | 1:1-Technik, Doppeltanz          |
| 4    | Armschwungtechnik                     | bedingt symmetrisch | 2/1 | Symmetrischer 2:1, Pendelschritt |
| 5    | Schlittschuhschritt ohne Stockeinsatz | symmetrisch         | -   | Free Skate                       |

### Diagonalskating
Das Diagonalskating ist eine reine Aufstiegstechnik, die bei steilen Anstiegen angewandt wird. Es handelt sich um eine symmetrische Technik und die einzige Hauptbewegungsform, bei der die Stöcke nicht gleichzeitig eingesetzt werden, sondern einzeln. Beim Loslaufen beginnt sie als Passgangbewegung – Stockeinsatz mit gleichzeitigem Beinabstoß auf derselben Seite –, geht aber in eine Diagonalbewegung über, dann kommt wie beim Diagonalschritt der klassischen Technik ein Arm gleichzeitig mit dem gegenüberliegenden Ski nach vorne. Die Skier werden auf dem kürzesten Weg vorgestellt, es erfolgt also kein Beinschluss. Der Oberkörper dreht auf dem Gleitski, geht aber nicht mit dem Stock mit. Wenn bei größerer Steigung keine Gleitphase mehr möglich ist, entspricht diese Bewegungsform dem Grätenschritt der klassischen Technik.
Im Wettkampf ist das Diagonalskating sehr selten zu sehen. Auch von Freizeitläufern wird es nur gelegentlich angewandt, meist erst, wenn keine Gleitphase mehr möglich ist. Der Grund dafür ist, dass es gegenüber den anderen Bewegungsformen zu wenig trainiert und deshalb mangelhaft ausgeführt wird.

### Führarmtechnik
Für Anstiege und in schwierigem Gelände eignet sich die Führarmtechnik. Dies ist die asymmetrischste der Hauptbewegungsformen, nur bei jedem zweiten Beinabstoß erfolgt ein Doppelstockschub. Die Beinbewegung ist ein asymmetrischer Schlittschuhschritt mit Hauptabstoßbein und Hauptgleitbein. Die Stockarbeit entspricht nicht dem klassischen Doppelstockschub, der Arm auf der Seite des Hauptgleitbeins ist der Führungsarm. Der Stock des Führungsarms wird relativ senkrecht nahe beim Ski, der andere wesentlich tiefer schräg vor den Körper gesetzt. Beide Stöcke und der Ski des Hauptgleitbeins bekommen gleichzeitig Schneeberührung. Der Körper macht eine relativ starke Pendelbewegung quer zur Bewegungsrichtung, wobei die Position auf der Seite des Hauptabstoßbeins etwas aufgerichtet, auf der anderen Seite aber recht tief ist, man lässt sich sozusagen auf das Hauptgleitbein fallen. Die Arm- und Körperbewegung erscheint bewegungsverwandt mit dem Stechpaddeln.
Aufgrund ihrer vielseitigen Verwendbarkeit ist diese Technik die wichtigste beim Skating, besonders im Freizeitsport. Auch bei quer geneigten Abschnitten der Loipe eignet sich diese Bewegungsform, der Führungsarm befindet sich dabei auf der Bergseite. Unabhängig von der Geländeform ist von Zeit zu Zeit ein Seitenwechsel vorteilhaft, da die Art und Intensität der Muskelbelastung auf beiden Seiten sich deutlich unterscheidet. Für einen Seitenwechsel können zwei Schlittschuhschritte nacheinander ohne Stockeinsatz ausgeführt werden. Alternativ kann ein kurzer, angedeuteter Stockeinsatz den Wechsel einleiten, auf den sofort beim nächsten Schritt der nächste Stockeinsatz mit gewechseltem Führungsarm folgt.
Keine Bewegungsform im Skating zeigt so viele individuelle Varianten. Beispielsweise werden die Stöcke oft nicht zeitgleich gesetzt, sondern der Stock der Führarmseite folgt etwas später. Daneben gibt es auch noch die gesprungene Form, die eine hohe Kraftausdauer erfordert und deshalb praktisch nur im Wettkampf verwendet wird. Dabei wird das Hauptabstoßbein stärker gebeugt und die ohnehin kurze Gleitphase auf dieser Seite bewusst abgebrochen. Aus der Beinbeugung wird ein raumgreifender Sprung in Richtung des Hauptgleitbeins ausgeführt, der Stockeinsatz setzt während der Flugphase ein.

### Eintakter
Der vollständig symmetrische Eintakter ist eine sehr kraftbetonte Bewegungsform, die zudem große koordinative Fähigkeiten erfordert. Bei jedem Schritt erfolgt auch ein unterstützender Doppelstockschub. Diese Technik wird vor allem bei leichten Anstiegen, zur Beschleunigung und als Sprintform im Zielbereich von Wettkampfstrecken eingesetzt. Etwas vor dem Beinabstoß erfolgt der Stockeinsatz, die Stöcke werden dabei in etwa parallel zum noch gleitenden Ski eingesetzt, der Oberkörper ist in Richtung des Gleitskis gebeugt. Die Stockarbeit ist ausgeführt, bevor der Beinabstoß mit gestrecktem Bein beendet wird. Nach Abheben des Abstoßskis richtet sich der Oberkörper auf, das gesamte Gewicht wird auf den gleitend aufgesetzten Ski der Gegenseite verlagert, bis der Körperschwerpunkt über dem Gleitski ist. Da der Doppelstockschub in hoher Frequenz ausgeführt werden muss, ist kein so aktives Vorschwingen der Arme wie bei der Armschwungtechnik möglich.
Diese Technik erfordert neben einer hohen Kraftausdauer auch ein sehr sicheres Gleichgewicht beim Gleiten auf einem Ski, was insbesondere bei schlechter Loipe schwierig ist. Deshalb ist diese Bewegungsform im Freizeitsport etwas seltener zu sehen. Es handelt sich aber auch um die am ehesten entbehrliche Hauptbewegungsform, da es nur wenige Loipenabschnitte gibt, bei denen nicht Führarm- oder Armschwungtechnik eine durchaus passende Alternative darstellen. Andererseits wird dieser Technik auch die größte Bewegungsästhetik nachgesagt.

### Armschwungtechnik
Die Armschwungtechnik zählt zu den symmetrischen Bewegungsformen, obwohl sie offensichtlich nicht vollständig symmetrisch ist, da der Doppelstockschub nur bei jedem zweiten Schritt erfolgt, also nur auf einer Seite wie bei der Führarmtechnik. Dennoch weist die Armschwung- im Vergleich zur Führarmtechnik eine erheblich größere Symmetrie auf, insbesondere was die Beinarbeit und das Spurbild anbelangt. Die Armschwungtechnik wird vorwiegend in leicht abfallendem Gelände verwendet oder zur Erhaltung einer hohen Geschwindigkeit in der Ebene eingesetzt. Der Bewegungsablauf ähnelt dem Eintakter, wie bei diesem erfolgt der Doppelstockschub in Richtung des gleitenden Skis. Der Beinabstoß beginnt nach dem Stockeinsatz, dies ist ein wesentlicher Unterschied zur Führarmtechnik und ermöglicht, über einen längeren Zeitraum eine beschleunigende Kraft aufrechtzuerhalten. Nur bei guten Loipenbedingungen oder ausreichendem Können ist es möglich, den Doppelstockschub auf dem gleitenden Ski nahezu abzuschließen, bevor der Beinabstoß beginnt. Die Gewichtsverlagerung erfolgt vollständig auf den anderen Ski. Im Gegensatz zum Eintakter wird der Körperschwerpunkt beim Durchschwingen der Arme nicht nur während des Doppelstockschubs abgesenkt, sondern auch spiegelbildlich beim Vorschwingen der Arme, das zeitlich etwas vor dem Beinabstoß auf der Gegenseite eingeleitet wird. Dieses aktive Vorholen der Arme trägt ebenfalls zum Vortrieb bei.
Da auch diese Technik nicht vollständig symmetrisch ist, ist ein Seitenwechsel von Zeit zu Zeit vorteilhaft. Wie auch bei der Führarmtechnik ist dieser Wechsel durch zwei aufeinander folgende Schritte ohne Stockeinsatz oder durch direkt aufeinander folgende Doppelstockschübe möglich. Bei letzterer Variante können auch mehrere Doppelstockschübe direkt hintereinander folgen – damit erfolgt der Seitenwechsel in Verbindung mit einem kurzzeitigen Wechsel zum Eintakter. Bei quergeneigten Loipenabschnitten ist es vorteilhaft, den Doppelstockschub auf dem talseitigen Ski auszuführen, die geländeangepasste Seitenwahl ist aber nicht so entscheidend wie bei der Führarmtechnik.

### Schlittschuhschritt ohne Stockeinsatz
Der größte Gang des Fünfgangmodells wird manchmal verkürzt und etwas missverständlich einfach als Schlittschuhschritt bezeichnet. Diese Bewegungsform findet Verwendung, wenn aufgrund zu hoher Geschwindigkeit ökonomisch keine Beschleunigung durch einen Doppelstockschub mehr möglich ist. Die Stöcke können hierbei unter die Arme geklemmt oder waagrecht an den Körper gepresst werden. Der Öffnungswinkel ist sehr klein, die Gleitphasen sind möglichst lang. Um den Luftwiderstand zu verringern, kann eine tiefe Stellung eingenommen werden. Bei noch höheren Geschwindigkeiten erfolgt kein Beinabstoß mehr und die Körperstellung entspricht der Abfahrtshocke.
Mit dieser Bewegungsform können auch etwas steilere Gefällstrecken noch beschleunigend unterstützt werden. Der reine Schlittschuhschritt wird auch bei Zielsprints oder bei der Startbeschleunigung eingesetzt. Insbesondere dann werden die Arme mitsamt der an den Unterarm herangezogenen Stöcke wie beim Eisschnelllauf aktiv mitgeschwungen. Dies verlangt aber sehr viel freien Raum, um andere Loipenbenutzer oder Konkurrenten nicht zu gefährden. Auch kann der Schlittschuhschritt ohne Stockeinsatz bereits bei niedrigeren Geschwindigkeiten zur Erholung der Armmuskulatur eingesetzt werden. Dies wird beispielsweise beim Biathlon vor dem Schießen so praktiziert.

### Weitere Techniken
Mehr aus historischen Gründen gibt es den Siitonen-Schritt als weitere Technik des Skatings, da dieser eine wesentliche Rolle beim Übergang vom klassischen zum Skating-Stil spielte. Es handelt sich dabei um einen Halbschlittschuhschritt, bei dem ein Ski in der Spur der Loipe gleitet, während der andere seitlich ausgeschert wird. Der Abstoß des ausgescherten und gekanteten Skis wird durch einen Doppelstockschub unterstützt. Seit der Präparation getrennter Loipen für die beiden Stilformen wird der Siitonen-Schritt hauptsächlich noch von Läufern, die von der klassischen auf die freie Technik umsteigen wollen, als Lernhilfe praktiziert.
Die Abfahrts- und Bremstechniken unterschieden sich nicht von denen der klassischen Technik. Gegenüber dieser ist die stabilere Fixierung durch Schuh und Bindung vorteilhaft und erleichtert die Ausführung, beispielsweise beim Pflug.
Bei den Kurventechniken wird das passive und das aktive Bogentreten unterschieden. Das passive Bogentreten, auch als Umtreten bezeichnet, entspricht in der Ausführung dem klassischen Stil: Der bogenäußere Ski wird nur kurzzeitig belastet, um den entlasteten Innenski vorne anheben und nach innen drehen zu können. Anschließend wird der entlastete Außenski herangezogen und nachgeführt. Während das passive Bogentreten ohne Stockeinsatz erfolgt, wird das aktive mit einem dynamischen Doppelstockschub auf dem bogeninneren Ski unterstützt. Vom bogenäußeren Ski ist ein kräftiges Abdrücken erforderlich. Das aktive Bogentreten wird im Vergleich zur passiven Variante bei niedrigerer Geschwindigkeit oder größeren Kurvenradien eingesetzt und ermöglicht, die Geschwindigkeit in Kurven zu halten oder sogar zu erhöhen.

## Ausrüstung und Skipräparation
Die Ausrüstung zur Ausübung der Skating-Technik entspricht nur zum Teil der des klassischen Stils. Nahezu immer werden unterschiedliche Skier, Bindungen und meist auch andere Schuhe eingesetzt. Die Stöcke sind im Prinzip die gleichen, nur sollten sie beim Skating durchschnittlich 10 Zentimeter länger sein. Bei der sonstigen Langlaufbekleidung gibt es bei beiden Stilarten keine nennenswerten Unterschiede.

### Ski

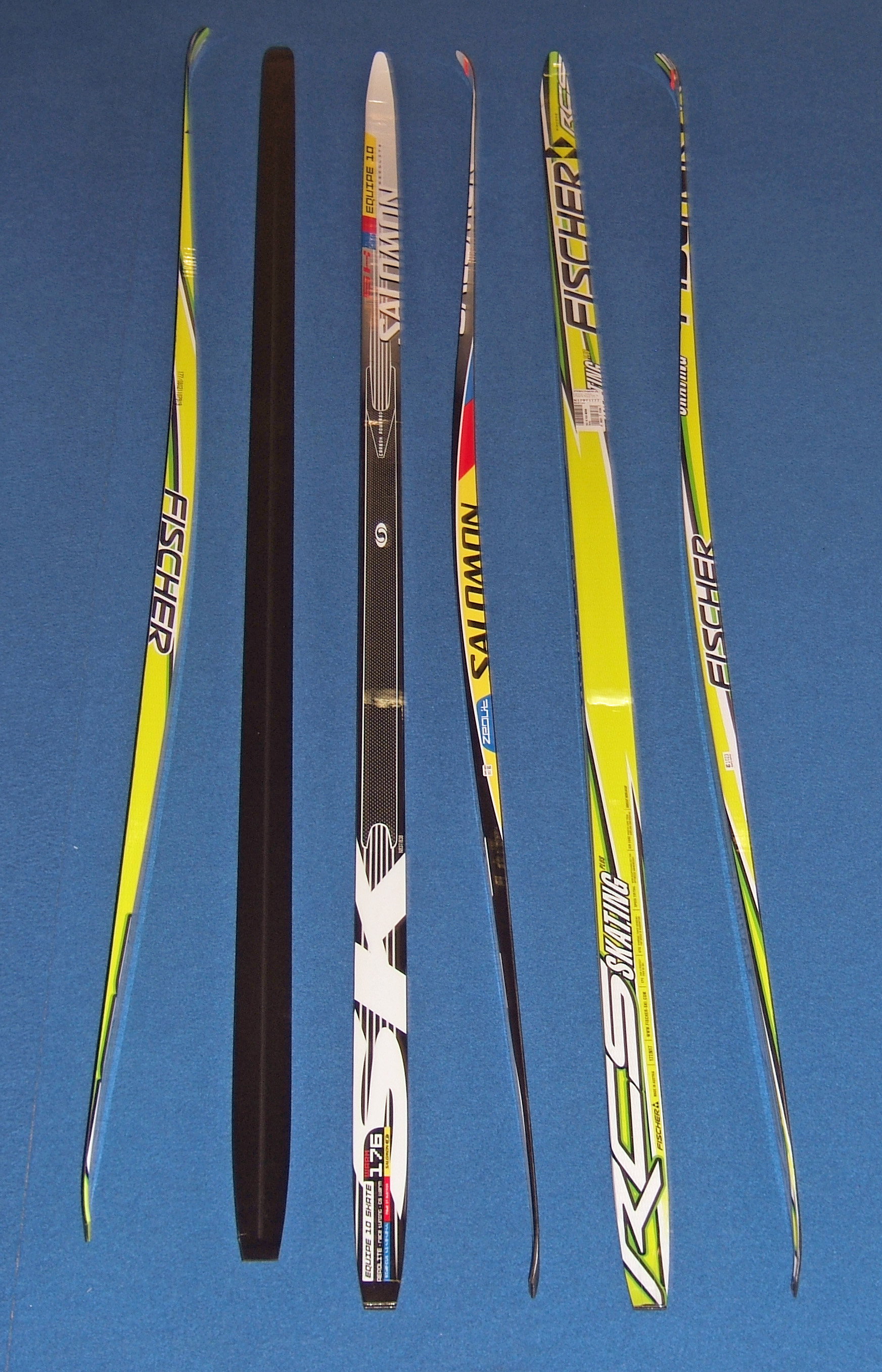
Verschiedene Ski-Modelle für Skating

Im Gegensatz zu Skiern für die klassische Technik sind Skating-Skier vollständig für das Gleiten ausgelegt, es gibt also keine Haftzone in Skimitte. Ein bedeutender weiterer Aspekt bei Skating-Skiern ist die seitliche Stabilität und Torsionsfestigkeit, die eine möglichst gleichmäßige Verteilung der Abstoßkraft zum Untergrund sicherstellt. Der Skating-Ski weist wie der Klassik-Ski eine Wölbung und Vorspannung auf. Diese ist sogar noch stärker, selbst bei Belastung eines Skis mit dem gesamten Körpergewicht soll die Mitte des Skating-Skis nicht vollständig durchgedrückt sein. Ziel dieser Konstruktion ist den Druck auf die gesamte Skifläche so gleichmäßig wie möglich zu verteilen, da dies die besten Gleiteigenschaften gewährleistet. Durch die Vorspannung und die elastische Verformung des Skis kann zudem die beim Abstoß investierte Energie anschließend zum Teil in Vortriebsenergie umgewandelt werden.
Wie beim alpinen Skisport ist die Skibreite nicht für den gesamten Ski gleich. Die Absicht ist dabei nicht die Drehfreudigkeit des Skis zu erhöhen, sondern einen gleichmäßigen Abdruck über den ganzen Ski zu unterstützen und gute Gleiteigenschaften zu erzielen. Nachdem früher deutliche Taillierungen üblich waren, sind die Hersteller wieder zu einer gleichmäßigeren Breite zurückgekehrt. Tendenziell sind die Skier vorne schmäler als hinten. Die Skibreite liegt im Mittel bei ungefähr 43 Millimetern, wobei die Skibreite im Regelfall weniger als vier Millimeter variiert. Das Gewicht spielt beim Skating-Ski eine wichtigere Rolle als bei der klassischen Technik, da der Ski einen nicht unerheblichen Teil der Zeit vom Schnee abgehoben wird. Da die Gewichtsreduktion nicht auf Kosten der Stabilität erfolgen kann, wurden für die Optimierung des Skigewichts Techniken und Erfahrungen aus dem Flugzeugbau genutzt. Es gibt Skier mit einem Gewicht unter einem Kilogramm.
Für die Auswahl eines passenden Skis gibt es Modelle mit unterschiedlicher Länge und Härte (Stiffness). Bei Festlegung dieser individuellen Parameter spielt insbesondere das Körpergewicht sowie die beabsichtigte Intensität der Ausübung des Sports die Hauptrolle, dann erst die Körpergröße. Im Vergleich zur klassischen Technik werden kürzere Ski verwendet, die maximale Skilänge liegt nur wenig über 1,90 Meter. Längere Skier hätten zwar bessere Gleiteigenschaften, wären aber bei engen Passagen und insbesondere in Anstiegen hinderlich, auch weil sich die Skienden bei großem Scherwinkel zu weit überkreuzen würden.
Es gibt auch Kombinationsmodelle, die für die klassische und die Skating-Technik verwendet werden können. Bei Verwendung in der klassischen Technik wird in Skimitte ein Steigwachs aufgetragen, beim Skating wird der Ski durchgängig für das Gleiten präpariert. Solche sogenannten Allround-Skier sind allerdings weniger gebräuchlich.

### Bindungen und Schuhe

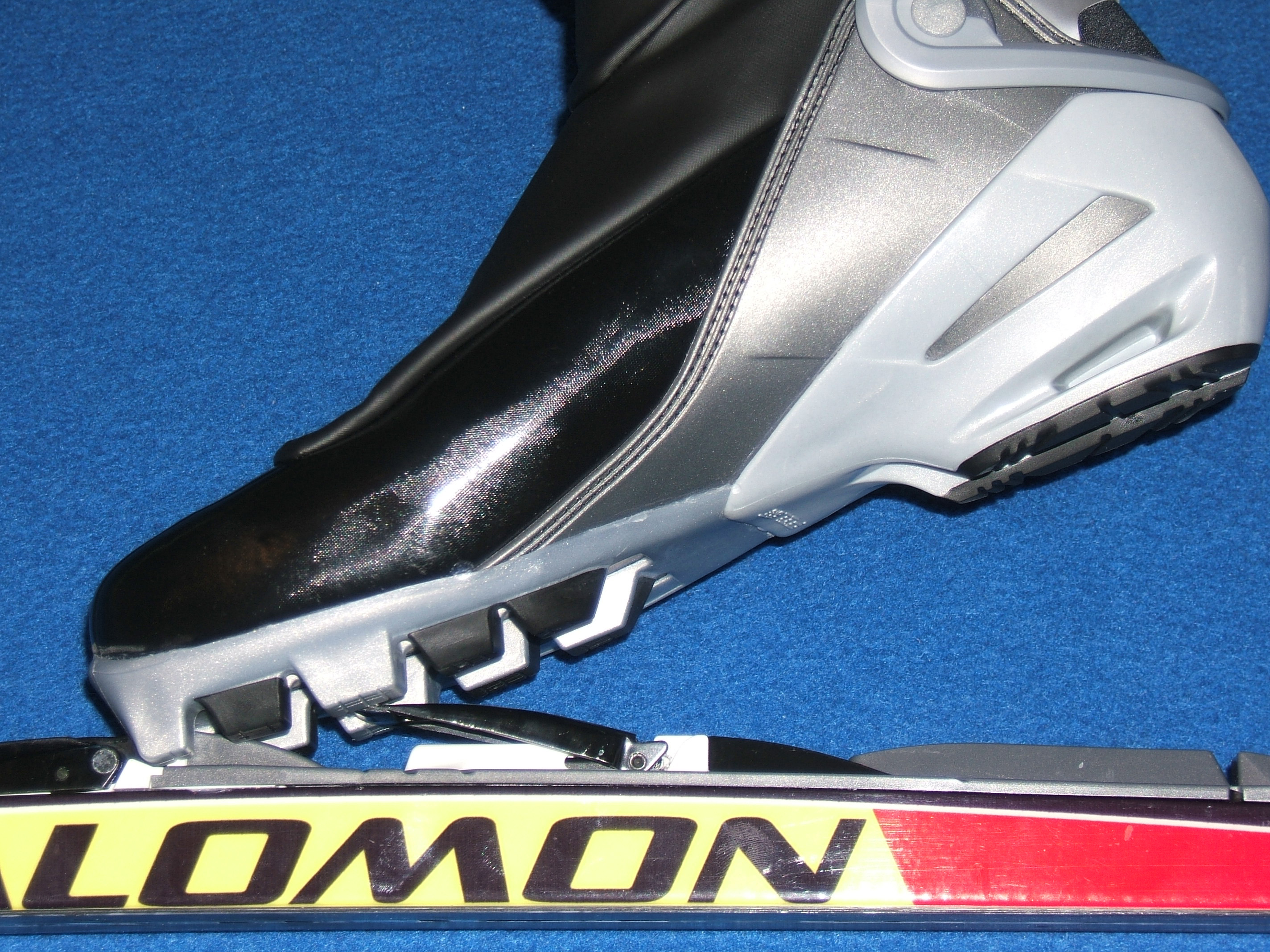
Schuh und Bindung

Bei den Bindungen gibt es zwei Systeme, die sich den Weltmarkt praktisch teilen: NNN (New Nordic Norm) von Rottefella und SNS (Salomon Nordic System). Diese sind nicht kompatibel, der Bindungstyp muss auf den Schuh abgestimmt sein, nicht aber auf den Ski. Bei beiden Systemen gibt es spezielle Skating-Bindungen, bei denen
die Verbindung mit dem Ski im Vergleich zur klassischen Technik stabiler ist. Der Schuh wird unter dem Fußballen befestigt und nicht nur an der Schuhspitze, wie meist beim klassischen Stil. Ein Gummibolzen oder eine Feder erleichtert das Heranziehen des Skis zur Fußsohle und verhindert, dass der Ski vorne herunterfällt. Es gibt Bindungen, bei denen diese Federkraft einstellbar ist und die sich damit für beide Techniken eignen, da beim Skating eine stärkere Kraft vorteilhaft ist.
Ein Skating-Schuh ist gegenüber einem Modell für die klassische Technik höher geschnitten. Die Sohle ist relativ hart und somit verwindungssteif. Die Bewegungsachse unterstützt die Aktivität des oberen Sprunggelenks passend zum Bewegungsablauf beim Skaten. Es gibt auch vermehrt Schuhmodelle, die sich für beide Stilarten eignen. Dies gilt auch für den Leistungssport, da seit 2003 in der Doppelverfolgung beide Techniken in einem Wettkampf direkt hintereinander gelaufen werden.

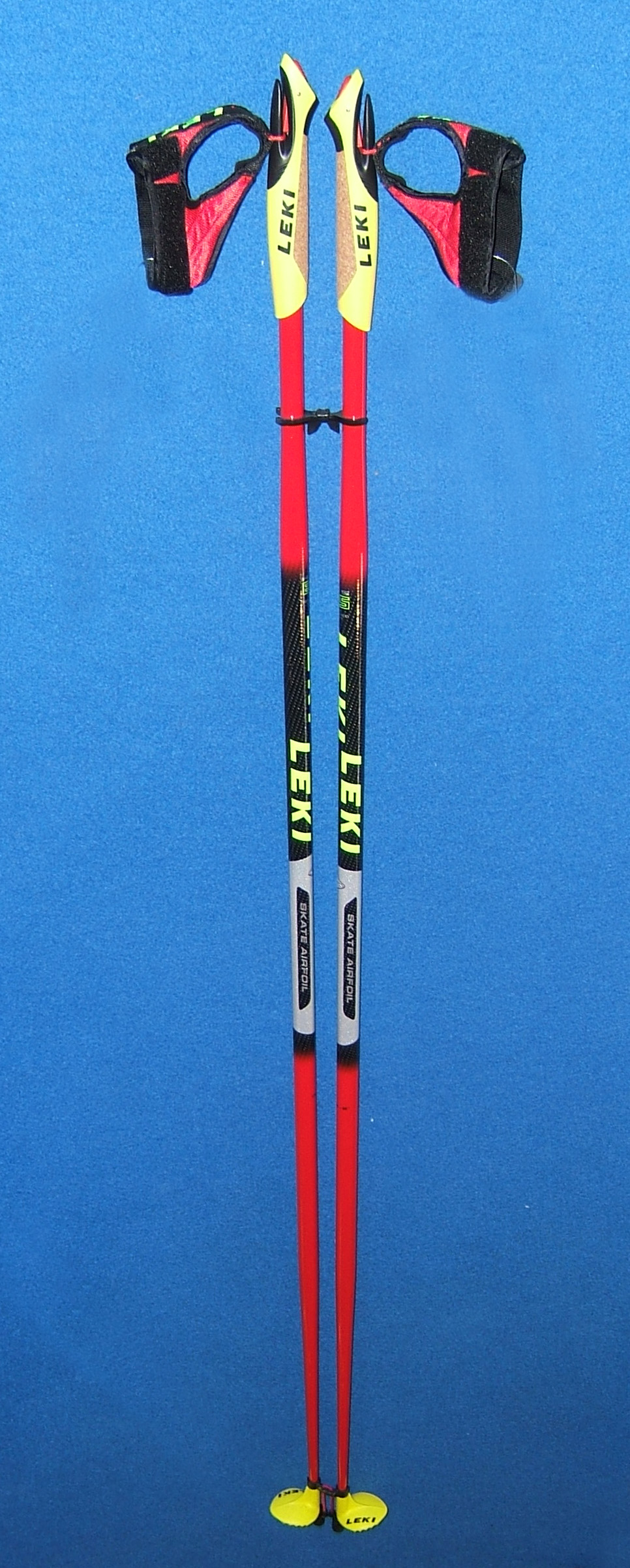
Für Skating geeignete Stöcke

### Stöcke
Die Konstruktion des Stocks entspricht der klassischen Technik, es handelt sich um ein Hohlrohr, bei dem oben Handgriff und Schlaufe sowie unten eine Spitze und ein Stockteller angebracht sind. Der optimale Stock soll möglichst leicht und bruchfest sein, was fertigungstechnisch gegensätzliche Anforderungen sind, insbesondere bei sehr langen Stöcken. Als Rohrmaterial wird meist Carbon oder Aluminium verwendet. Es gibt auch Langlaufstöcke mit verstellbarer Länge.
Im Regelfall werden beim Skating etwas längere Stöcke als beim klassischen Stil eingesetzt, nach der Faustregel ist die optimale Länge zwischen 85 und 90 Prozent der Körpergröße. Bei höherem Leistungsvermögen können längere Stöcke von Vorteil sein. Kürzere Stöcke sind bei Sprintstrecken oder steilen Anstiegen günstiger.
Beim Aufkommen der Skating-Technik Ende der 1980er-Jahre wurden extrem lange Stöcke bevorzugt, deren Länge teilweise sogar die Körpergröße übertraf, damit auch bei hohen Geschwindigkeiten eine Stockunterstützung möglich war. Im Jahr 1993 durchgeführte Untersuchungen haben gezeigt, dass die optimale Stocklänge sehr individuell ist und von technischen und konditionellen Voraussetzungen abhängt. Den meisten untersuchten Läufern konnte dabei empfohlen werden, kürzere Stöcke als bisher zu verwenden.

### Skipräparation
Mit dem Aufkommen der Skating-Technik war die Zuversicht verbunden, dass die Präparation der Skier einfacher würde, da ja „nur noch“ die Gleitfähigkeit optimiert werden müsse. Im Bereich des Leistungssports hat sich diese Hoffnung nicht erfüllt, da eine gute Gleitfähigkeit beim Skating von noch entscheidenderer Bedeutung als bei der klassischen Technik ist, und die Optimierungsanstrengungen in diesem Bereich deshalb unerwartete Dimensionen angenommen haben.

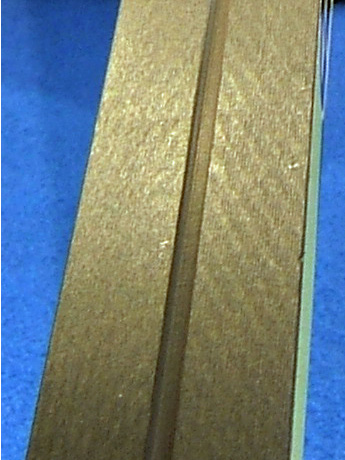
Schliff eines fabrikneuen Skis

Bei der Optimierung der Gleitfähigkeit werden hauptsächlich drei Faktoren unterschieden: der Schliff, die Struktur und das Wachsen. Schliff und Struktur bestimmen vor allem, wie das durch den Druck des Gleitens unter dem Ski entstehende Schmelzwasser verdrängt und unter dem Ski entlanggeführt wird. Insbesondere gilt es dabei, Saugeffekte zu vermeiden. Die Struktur stellt eine Verfeinerung des Schliffs dar. Ein im Handel erworbener Ski besitzt bereits einen Schliff, meist einen universell ausgerichteten, es gibt aber auch bereits speziell für kalte oder wärmere Bedingungen vorbereitete Skier. Der Schliff wird mit einem speziellen Schleifstein und Diamant in den Ski geschnitten und kann nur durch einen erneuten Schliff abgelöst werden. Die Struktur wird in den geschliffenen Belag gedrückt. Eine lineare, grobe Struktur eignet sich dabei für nassen Schnee, feine Kreuzstrukturen eher für trockene Verhältnisse mit kristallinem Schnee. Für das Aufbringen der Struktur gibt es handliche Geräte, deren Verwendung dennoch fast ausschließlich auf den Rennsport beschränkt ist. Die Struktur verschwindet wie das Wachs nach mehrmaliger Benutzung.
Das Wachsen gilt als etwa gleich wichtig wie Schliff und Struktur. Beim Wachsen werden Flüssig- und Heißwachse unterschieden. Flüssigwachse sind am einfachsten anzuwenden, sie werden lediglich aufgetragen und poliert, was auch unterwegs in der Loipe möglich ist. Heißwachse werden mit Hilfe eines präzise temperierbaren Bügeleisens aufgetragen. Als Heißwachse werden im Bereich des Freizeitsports hauptsächlich Paraffinwachse verwendet, die es für unterschiedliche Temperaturbereiche gibt. Etwas höherwertig sind die Fluorwachse, deren Anwendung den Paraffinwachsen entspricht. Im Bereich des Leistungssports gibt es weitere Verfahren, die teilweise kombiniert werden, beispielsweise reines Fluorwachs, Wachs auf nanotechnologischer Basis und spezielle Pulver oder Sprays.

## Neuere Entwicklungen und Forschung
Es wurde mehrmals versucht, das Konzept des Klappschlittschuhs, der das Eisschnelllaufen Mitte der 1990er-Jahre revolutionierte, für die Skating-Technik im Skilanglauf zu adaptieren. Dabei war kein so durchschlagender Effekt wie beim Eisschnelllaufen zu erwarten, da die Bindung beim Skating ohnehin einen recht langen Bodenkontakt mit flach aufliegendem Ski beim Abdruck ermöglicht. Dennoch haben Versuche gezeigt, dass eine an den Klappschlittschuh angelehnte Konstruktion zumindest auf kurzen Sprintstrecken Vorteile bringen kann und die Wadenmuskulatur weniger beansprucht. Aufgrund der verwindungssteifen Konstruktion kann der Schuh niedriger geschnitten werden; dies ermöglicht eine erhöhte Bewegungsfreiheit des Fußgelenks. Im Sprintweltcup 2006/2007 wurde erstmals ein solches System eingesetzt.

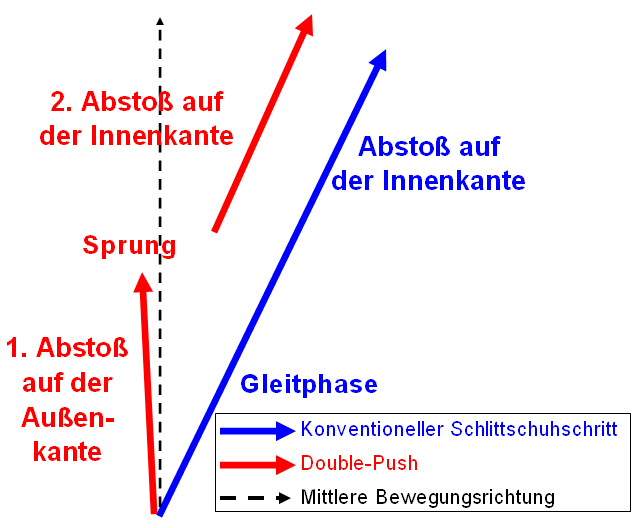
Schematische Darstellung des konventionellen Schlittschuhschritts und der Double-Push-Technik für rechten Ski

In den Sprintrennen sind auch Neuerungen bei den Bewegungsformen zu sehen. Zum einen die gesprungene Form des Eintakters, zum anderen die Übertragung der aus dem Inline-Speedskating stammenden Double-Push-Technik. Dabei wird der Ski nicht wie normalerweise bei Einleitung der Gleitphase plan aufgesetzt, sondern auf der Außenkante und zudem leicht nach innen gedreht, um so einen weiteren beschleunigenden Abstoßimpuls zu ermöglichen. Gegenüber dem Inlineskating ist nachteilig, dass die Richtung des im Schnee gleitenden Skis nicht kontinuierlich nach außen in die Position des normalen innenkantigen Abdrucks gedreht werden kann, sondern diese Richtungsänderung mit einem Sprung vollzogen werden muss. Bei Versuchen über eine kurze Sprintdistanz waren die Läufer im Mittel etwa 3 Prozent schneller bei Verwendung des Double-Push beim Eintakter gegenüber der herkömmlichen Technik. Der Double-Push erfordert eine höhere Muskelaktivität und die Anwendbarkeit dieser Neuerung ist auch aufgrund der hohen technischen Anforderungen wohl auf Start- und Zielsprints oder taktische Zwischenspurts in Sprintrennen beschränkt.
Im internationalen Skilaufrennsport ist bei der Trainingsgestaltung der erfolgreichen Nationen eine stärkere Fokussierung auf die Trainingsqualität zu beobachten, da der Belastungsumfang auf einem Niveau angekommen ist, bei dem eine Steigerung keine effektiven Anpassungserscheinungen mehr bewirkt. Basierend auf quantitativen und qualitativen biomechanischen Analysen der letzten Jahre werden spezifische Methoden und Geräte entwickelt, um beispielsweise Schnellkraft und Kraftausdauer gezielt für die Bewegungsformen der Skating-Technik trainieren zu können. Eine Weiterentwicklung der bestehenden Lauftechniken und auch des Materials sind aus heutiger Sicht die Reserven zur weiteren Steigerung des Leistungsvermögens. So stellten z. B. Sandbakk et al. (2014) fest, dass die Kurvengeschwindigkeit und -technik im Bergabfahren vor allem von der Schnellkraft und der Maximalkraft der Beine abhängt, Eigenschaften, die einer maximalen Ausdauer nicht unbedingt förderlich sind.

## Skiroller

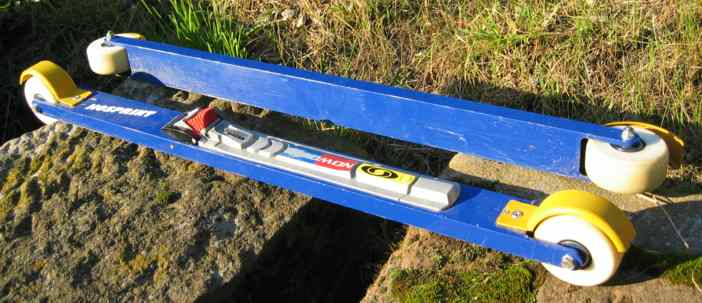
Trainingsrollski für Skating oder klassische Technik

Um im Sommer Technik, Koordination und Kondition möglichst sportartspezifisch trainieren zu können, werden insbesondere von Leistungssportlern im Sommer Skating-Skiroller verwendet oder verwandte Spielarten des Nordic-Inline-Skating praktiziert.
Auf Skirollern lassen sich alle Bewegungsformen der Skating-Technik umsetzen und kommen dem Skilanglauf recht nahe. Ein wesentlicher Unterschied ergibt sich daraus, dass die Rollreibung beim Skiroller nur etwa ein Viertel der Gleitreibung beim Ski entspricht, deshalb sind die Geschwindigkeiten beim Skiroller deutlich höher als auf Skiern. Dies führt auf Skirollern zu einer Verlängerung der Gesamtzykluszeit und auch zu anderen Zeitanteilen der Teilzyklen, was eine veränderte Kinästhetik zur Folge hat.
Beim Stockeinsatz ist es insbesondere auf Asphalt oft nicht möglich, den Schub bei spitzer werdendem Einstichwinkel vergleichbar lang wie im Schnee aufrechtzuerhalten, da die Stöcke wegrutschen. Auch beim Beinabstoß zeigen sich aufgrund der veränderten Bedingungen deutliche Unterschiede: Beim Skiroller tritt eine wesentlich höhere Außenkantenbelastung auf, auch die Zweigipfligkeit des Kraftverlaufs während der Abdruckphase ist insbesondere auf dem Ballen weit weniger ausgeprägt als bei der Verwendung von Skiern.

## Zielgruppe und Lernprozess

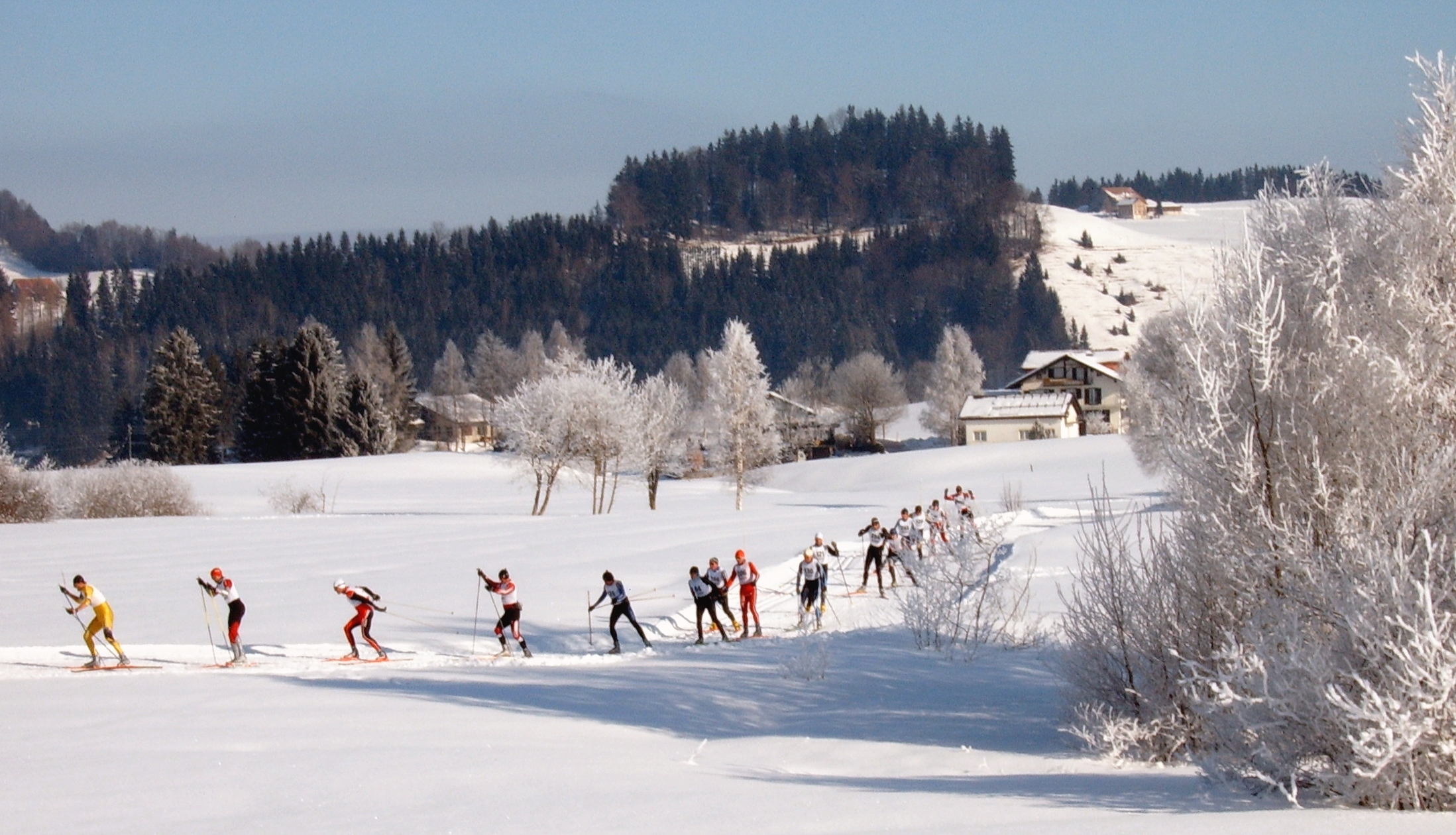
In der Skating-Technik laufende Skilangläufer bei Einsiedeln in der Schweiz

Die Ausübung der Skating-Technik ist abseits präparierter Loipen nur unter besonderen Bedingungen möglich – beispielsweise auf einer hart gefrorenen Schneedecke oder auf einem zugefrorenen See mit leichter Schneeauflage. Beim Skating steht der sportliche Aspekt meist mehr im Vordergrund als beim Laufen in der klassischen Technik und erst recht gegenüber dessen moderner wellness-orientierten Spielart, dem Nordic Cruising.
Die langsamst mögliche Ausführung des Skatings erfordert gegenüber dem klassischen Stil eine erhöhte Energiebereitstellung. Dies gilt umso mehr in der frühen Lernphase der Skating-Technik, da es gewisse technische Fertigkeiten voraussetzt, steile Anstiege in langsamem Tempo zu durchlaufen, ohne den Rhythmus zu verlieren. Ein Schwerpunkt des Lernprozesses ist das Trainieren des Gleichgewichtsgefühls für das Gleiten auf einem Ski. Anfänglich erfolgt häufig keine vollständige Gewichtsverlagerung auf den Gleitski und der Schwerpunkt des Läufers befindet sich ständig fast zentral zwischen beiden Skiern. Untersuchungen haben ergeben, dass auch bei Spitzenläufern der Kopf die seitliche Bewegung bei der Gewichtsverlagerung einleitet. Dies ist trainingsmethodisch nutzbar, da der Läufer bewusst überprüfen kann, ob sich die Blickrichtung nach Gewichtsverlagerung in Richtung Skispitze des Gleitskis orientiert. Eine weitere Hürde beim Lernen der Skating-Technik ist die nur scheinbare Ähnlichkeit der Führarm- und Armschwungtechnik, da bei beiden Bewegungsformen ein Doppelstockschub bei jedem zweiten Schritt erfolgt. Dadurch besteht die Gefahr, diese Techniken nicht sauber voneinander zu trennen.